# Потийский 201-й пехотный полк
201-й пехотный Потийский полк — пехотная воинская часть Русской императорской армии.
Полковой праздник — 22 октября, день Казанской иконы Божией Матери.
Старшинство: 20 сентября 1889 года.

## История
20 сентября 1889 года из местных команд Кавказского военного округа (Потийской, Озургетской, Квирильской и Кутаисской) сформирован Потийский резервный пехотный полк двухбатальонного состава. Фактически сведение команд в полк закончилось 25 июля 1890 года.
30 декабря 1908 года присоединены 1-й батальон (пять рот) и первые три роты 2-го батальона Либавского крепостного пехотного полка. Полк наименован 257-м пехотным Потийским полком.
20 февраля 1910 присвоен № 201.

Особенно трогательна была картина в 29-й дивизии, вызвавшая энтузиазм, — вручение коленопреклоненному командиру Потийского пех. полка, — красного знамени. Устами трех ораторов и страстными криками потийцы клялись "умереть за Родину"... Этот полк в первый же день наступления, не дойдя до наших окопов, в полном составе позорно повернул назад, и ушел за 10 верст от поля боя...
Но... обращаюсь к выдержкам из описания боя.

«Следовавший за передовыми полками 201-й Потийский полк, подойдя к первой линии наших окопов, отказался идти далее и, таким образом, прорвавшиеся части не могли быть своевременно поддержаны. Двигавшиеся вслед за Потийцами части 134-й дивизии, вследствие скопления в окопах Потийцев, а также вследствие сильного артиллерийского огня противника, задачи своей не выполнили и частью рассыпались, частью залегли в наших щелях. Не видя поддержки сзади и с флангов, Горийцы и Ардаганцы пришли в смущение, и некоторые роты, потерявшие убитыми офицеров, начали медленно отходить, а за ними все остальные, однако, без особого давления со стороны немцев, которые только при отходе наших частей открыли по ним сильный артиллерийский и пулеметный огонь...»— [militera.lib.ru/memo/russian/denikin_ai2/1_33.html А. И. Деникин. Очерки русской смуты]

## Командиры полка
- 30.04.1890 — 30.06.1892 — полковник Кривошей, Георгий Ефимович
- 04.07.1892 — 03.03.1894 — полковник Клопотовский, Николай Львович
- 10.03.1894 — 17.06.1894[2] — полковник Бейер, Клавдий Александрович
- 20.06.1894 — 14.03.1898 — полковник Троицкий, Василий Егорович
- 07.04.1898 — 28.11.1899 — полковник Берхман, Георгий Эдуардович
- 28.11.1899 — 24.10.1900 — полковник Мартынов, Михаил Васильевич
- 24.10.1900 — 21.04.1906 — полковник Кирилов, Владимир Андреевич
- 28.10.1906 — 26.01.1911 — полковник Любинский, Евгений Иванович
- 26.01.1911 — 29.12.1914 — полковник Дубинин, Роман Иванович
- 29.12.1914 — 21.11.1915 — полковник Мельников, Дмитрий Антонович
- 21.11.1915 — после 11.10.1917 — полковник Тулаев, Гавриил Леванович

## Знаки отличия
- Простое знамя без надписи (пожаловано Потийскому резервному пехотному полку в 1891 году)

## Известные люди, служившие в полку
- Пирумян Погос-Бек, Павел Карапетович

## примечание
все даты приведены по старому стилю